# Красноярівська сільська рада (Шипуновський район)
Красноя́рівська сільська рада (рос. Краснояровский сельский совет) — сільське поселення у складі Шипуновського району Алтайського краю Росії.
Адміністративний центр — село Красний Яр.

## Населення
Населення — 1126 осіб (2019; 1280 в 2010, 1495 у 2002).

## Склад
До складу сільської ради входять:
| Населений пункт    | Населення, осіб (2002) | Населення, осіб (2010) |
| ------------------ | ---------------------- | ---------------------- |
| Красний Яр, село   | 1128                   | 1055                   |
| Новий Путь, селище | 164                    | 118                    |
| Семилітка, селище  | 90                     | 27                     |
| Чаячий, селище     | 113                    | 80                     |